# Stephanie McIntosh
Stephanie McIntosh (Melbourne, 5 luglio 1985) è un'attrice e cantante australiana.

## Biografia
Stephanie McIntosh è salita alla ribalta nel 2003, quando ha ottenuto il ruolo di Sky Mangel nella soap opera Neighbours. Dopo aver partecipato ad oltre cinquecento episodi, ha lasciato la serie nel 2007 per concentrarsi sulla sua carriera musicale. I due anni di lavorazione per il suo primo disco sono stati racchiusi nel reality show The Steph Show. L'album, intitolato Tightrope, è stato pubblicato a settembre 2006 e si è classificato al numero 5 della ARIA Albums Chart, paese nel quale è stato certificato disco d'oro. È risultato il 92º album più venduto dell’anno in Australia. Da esso sono stati estratti Mistake, anch'esso disco d'oro in madrepatria, Tightrope e So Do I Say Sorry First?, che hanno raggiunto rispettivamente la 3ª, la 16ª e la 34ª posizione a livello nazionale; il primo, inoltre, si è classificato 47º nella Official Singles Chart ed è stato il 22º brano più venduto dell'anno in Australia. Ha ricevuto una candidatura ai Logie Awards 2004 ed una ai MTV Australia Awards 2007. Ha ripreso il suo ruolo in Neighbours in occasione del suo 30º anniversario nel 2015 e come personaggio ricorrente nel 2020.

## Discografia

### Album
- 2006 - Tightrope

### Singoli
- 2006 - Mistake
- 2006 - Tightrope
- 2007 - So Do I Say Sorry First?
- 2007 - Catch My Breath

## Filmografia
- Neighbours – soap opera (2003-2007, 2015, 2020)